# Tupaia longipes
Tupaia longipes är en däggdjursart som först beskrevs av Thomas 1893.  Tupaia longipes ingår i släktet Tupaia och familjen spetsekorrar. IUCN kategoriserar arten globalt som livskraftig.
Denna spetsekorre förekommer på Borneo. Arten vistas i låglandet och i bergstrakter upp till 1000 meter över havet. Habitatet utgörs av skogar. Tupaia longipes uppsöker även trädodlingar och jordbruksmark.

## Underarter
Arten delas in i följande underarter:
- T. l. longipes
- T. l. salatana